# Tubinsk
Tubinsk (ros. Тубинск) – wieś (sieło) w Rosji, w Kraju Krasnojarskim, w rejonie krasnoturańskim. W 2010 liczyła 908 mieszkańców.